# Zoltán Balog (calciatore 1978)
Zoltán Balog (Békés, 22 febbraio 1978) è un ex calciatore ungherese, di ruolo difensore.

## Carriera

### Nazionale
Nel 1997 ha partecipato ai Mondiali Under-20.
Il 31 marzo 2005 debutta in Nazionale maggiore ungherese nell'amichevole persa per 2-1 contro la Francia a Metz per 2-1 in cui ha giocato per tutti i 90 minuti. Ha giocato altre 5 partite con la selezione magiara, tutte e quante nel 2005.

## Palmarès

### Club

#### Competizioni nazionali
- Campionato ungherese: 2

Ferencvaros: 2000-2001, 2003-2004
- Coppa d'Ungheria: 2

Ferencvaros: 2002-2003, 2003-2004
- Supercoppa d'Ungheria: 1

Ferencvaros: 2004
- Nemzeti Bajnokság II: 1

Ferencvaros: 2008-2009

#### Competizioni internazionali
- Coppa Piano Karl Rappan: 1

Békéscsaba: 1994